# Широкая Щель
Широкая Щель — хутор в Краснодарском крае. Входит в состав Дивноморского сельского округа муниципального образования город-курорт Геленджик.

## География
Населённый пункт расположен в долине реки Шебс, которая чуть ниже села впадает в Мезыбь. Находится в 10 км к северо-востоку от Геленджика.
Средние высоты на территории хутора составляют 107 метров над уровнем моря. Рельеф местности преимущественно холмисто-гористый.
При въезде в село в пойме реки Шебс, недалеко от КП Дольче Каса расположен источник минеральной воды с повышенным содержанием фтора — «Геленджикская 117» (Шебское).
Климат
Микроклимат в хуторе несколько отличается от климата Геленджика. Летом здесь на 2-3°С прохладнее, чем в самом городе-курорте. Вокруг Широкой Щели возвышаются различные отроги Главного Кавказского хребта, густо покрытые растительностью. Здесь произрастают дуб, граб, ясень, боярышник, кизил, ольха, бук, шиповник, лесной орех и другие. На территории хутора и в его окрестностях немало садов: яблоневых, сливовых, персиковых.
Благодаря тому, что хутор расположен в долине, окруженной горными массивами, в зимнее время здесь ветры намного слабее, чем на самом побережье моря. Также для местности характерен более устойчивый снежный покров, по сравнению с Геленджиком.

## История
- 1917 год — хутор Широкая Щель впервые указан в учётных записях, где он был учтён в подчинении Новороссийского округа Черноморской губернии.
- 1923 год — хутор передан в состав Геленджикского района Черноморской губернии.
- 1934 год — поселение передано в состав Фальшиво-Геленджикского сельсовета Геленджикского района Азово-Черноморского края.
- 1955 год — Широкая Щель передан в состав Михайловско-Перевальского сельсовета Геленджикского района Краснодарского края, а затем в Пшадский сельсовет Туапсинского района края.
- 1963 год — хутор из Пшадского сельсовета Туапсинского района снова включён в состав Фальшиво-Геленджикского сельсовета Геленджикского городского совета Краснодарского региона.
- 1964 год — населённый пункт передан в состав Дивноморского сельсовета Геленджикского горсовета.
- 1966 год — хутор Широкая Щель объединён с другим хутором, расположенным в 10-ти км от шоссе Геленджикского горсовета[уточнить].
- С 2004 года — Широкая Щель относится к Дивноморскому сельскому округу муниципального образования «город-курорт Геленджик» Краснодарского края.

## Население
| 2002 | 2010 |
| ---- | ---- |
| 108  | ↗216 |

## Улицы
- 3-й км Широкая щель,
- 10-й км Широкая щель,
- Заречная,
- Ольховая,
- Садовая[4].